# ビククリン
ビククリン（Bicuculline）は、フタリド-イソキノリン化合物であり、GABAA受容体の光感受性競合阻害薬である。1932年に植物のアルカロイド抽出物から同定された。Dicentra cucullaria、Adlumia fungosa、キケマン属の数種（いずれもケマンソウ亜科）から単離されている。
リガンド依存性のイオンチャネル型GABAA受容体は塩化物イオンを神経細胞内に流入させ活動を抑制するもので、ベンゾジアゼピン系抗不安薬の主要な標的ともなる。ビククリンは主にこの受容体を阻害し、てんかんに類似した作用や痙攣を引き起こす。この特性のため、世界中の研究室で齧歯類の脳切片（海馬や大脳皮質）などの神経細胞を用いたてんかんのin vitro 研究に利用されている。また、グルタミン酸受容体の機能を薬理学的に分離するためにも日常的に使用されている。
GABAA受容体に対する半数阻害濃度（IC50）は3μMである。ビククリンに対する感受性は、IUPHARではGABAA受容体の定義における主要な基準として定義されている。
カルシウム活性化カリウムチャネルを遮断する目的でも使用される。

## 参考資料
1. ↑  Johnston, Graham AR (2013). “Advantages of an antagonist: bicuculline and other GABA antagonists” (英語). British Journal of Pharmacology 169 (2):  328–336. doi:10.1111/bph.12127. ISSN 1476-5381. PMC 3651659. PMID 23425285.
2. ↑  “The Alkaloids of Fumaraceous Plants. II. Dicentra cucullaria (L.) Bernh”. Canadian Journal of Research 7 (3):  265–269. (1932). Bibcode: 1932CJRes...7..265M. doi:10.1139/cjr32-078.
3. ↑  Ueno, Shinya, et al (1997). “Bicuculline and Gabazine Are Allosteric Inhibitors of Channel Opening of the GABAA Receptor”. Journal of Neuroscience 17 (2):  625-634. doi:10.1523/JNEUROSCI.17-02-00625.1997.
4. ↑  “Bicuculline block of small-conductance calcium-activated potassium channels”. Pflugers Archiv 438 (3):  314–21. (August 1999). doi:10.1007/s004240050915. PMID 10398861.